# 日本図書設計家協会
一般社団法人日本図書設計家協会（にほんとしょせっけいかきょうかい、The Society of Publishing Arts）は、出版物のデザインを手がける専門家の団体。略称は「SPA」「図書設計」。会員の多くはブックデザイナー。書籍、雑誌などの装丁、エディトリアルデザイン、イラスト制作など多岐にわたる。

## 沿革
- 1985年11月30日、設立、会員47名[1]。
- 1986年、設立1周年記念シンポジウム「現代における図書設計とは何か」開催[1]。
- 1988年、「ブックデザインの著作権」に関する意見書を文化庁に提出[1]。
- 1989年、「出版デザイン印税制を考える会」開催。文芸美術国民健康保険組合に加盟[1]。
- 1991年、「著作者・出版社複写権集中処理センター」設立総会にオブザーバーとして出席。社団法人日本複写権センターに加盟[1]。
- 1992年、書籍でのバーコード表示について「意見書」を出版各社、関連団体、報道機関に送付[1]。
- 1993年、協会員が日本美術著作権連合代表として日本複写権センターの理事に就任[1]。
- 1995年、日本美術著作権機構設立総会に出席[1]。
- 1997年、「装丁印税制」について社団法人日本書籍出版協会と交渉[1]。
- 2003年6月21日から静岡の特種製紙総合研究所Pamで「出版・装丁・紙の今をみつめる」作品展（主催は特種製紙と日本図書設計家協会、後援は日本書籍出版協会と日本雑誌協会、会期9月13日まで）開催[2]
- 2004年、「著作権改正要望書」を文化庁に提出[1]。
- 2009年、『WORKBOOK ON BOOKS 8』のカヴァー用紙開発[1]。
- 2010年、創立25周年記念パーティ開催（スパイラル・レストランラマージュ）[1]。
- 2011年、東日本大震災義援金を募り日本赤十字社に寄付。美著連を通して国立国会図書館へ「装丁を遺棄せず保存して欲しい」旨の所蔵要望書を提出。［手塚治虫を装丁する］展現物図録が第45回造本装幀コンクールで日本印刷産業連合会会長賞受賞。[1]。
- 2012年、第1回東京装画賞2012開催。書協ほか出版社5団体へ電子化に伴う権利保護の要望書を提出。浪江In福島ライブラリー「きぼう」と南相馬市立中央図書館に書籍寄贈。[1]。
- 2015年、協会創立30周年 記念パーティ開催（トッパン小石川ビル）。『WORKBOOK ON BOOKS 10』が造本装幀コンクール・日本印刷産業連合会会長賞受賞[1]。
- 2016年、会の非営利型一般社団法人化へ向けて始動。2017年4月設立を目指す。日本著作者団体協議会へ入会。[1]。
- 2017年4月3日、一般社団法人日本図書設計家協会設立[1]。
- 2018年、事務局を市ヶ谷から神保町北沢ビル2階に移転。[1]。

## 事業
- 「データ入稿講座」、著作権や税務に関する講座、セミナーの開催。
- 出版物の刊行。
- 展覧会の開催。

## 主な出版物
- 『現代日本のブックデザイン』〈Vol.2〉(1993年)
- 『装丁家103人の仕事—Book design 1998』 (玄光社MOOK、1997年)
- 『装丁家109人の仕事—Book design 2000』 (玄光社MOOK、1999年)
- 『装丁の仕事132人—Book design 2002』 (玄光社MOOK、2001年)
- 『装丁の仕事160人 BOOK DESIGN 2004』 (玄光社MOOK、2003年)
- 『装丁ing 154人の装丁スタイル・ピープル＆テクニック』(玄光社MOOK、2004年)
- 『装丁の仕事187人—Book design 2006』 (玄光社MOOK、2005年)
- 『装丁の仕事169人』 (玄光社MOOK、2007年)
- 『装丁の仕事174人　WORKBOOK ON BOOKS 8』 (玄光社MOOK、2010年)
- 『装丁・装画の流儀　WORKBOOK ON BOOKS 9』 (玄光社MOOK、2012年)
- 『装丁・装画の仕事　WORKBOOK ON BOOKS 10』 (玄光社MOOK、2014年)
- 『装丁・装画の仕事　WORKBOOK ON BOOKS 11』 (玄光社MOOK、2016年)